# Glatigny (Moselle)
Glatigny (Duits: Glatingen) is een gemeente in het Franse departement Moselle in de regio Grand Est. De gemeente telde 259 inwoners op 1 januari 2022.

## Geschiedenis
Het dorp was bezit van de Abbaye Saint-Vincent de Metz in de gelijknamige Vrije rijksstad.
In 1670 werd de Joodse veehandelaar Raphaël Lévy naar aanleiding van een aanteiging van een rituele moord op een onvindbaar Christenkind uit Glatingen in Metz verbrand. De gemeente vaardigde hierop een ban uit tegen alle Joden, die de plaats niet meer mochten betreden. Deze ban werd pas in 2014 opgeheven.
Glatigny maakte tot 2015 deel uit van het arrondissement Metz-Campagne en kanton Vigy. Op 1 januari van dat jaar fuseerde het arrondissement met het arrondissement Metz-Ville tot het arrondissement Metz. Toen het kanton op 22 maart 2015 werd opgeheven werden de gemeenten ervan opgenomen in het kanton Le Pays Messin.

## Geografie
De oppervlakte van Glatigny bedraagt 6,23 vierkante kilometer; Op 1 januari 2022 was de bevolkingsdichtheid 41,6 inwoners per km².
De onderstaande kaart toont de ligging van Glatigny met de belangrijkste infrastructuur en aangrenzende gemeenten.

## Demografie
Onderstaande figuur toont het verloop van het inwonertal.
Antilly · Argancy · Ars-Laquenexy · Ay-sur-Moselle · Bazoncourt · Burtoncourt · Chailly-lès-Ennery · Charleville-sous-Bois · Charly-Oradour · Chesny · Chieulles · Coincy · Colligny-Maizery · Courcelles-Chaussy · Courcelles-sur-Nied · Ennery · Les Étangs · Failly · Flévy · Glatigny · Hayes · Jury · Laquenexy · Maizeroy · Malroy · Marsilly · Mécleuves · Mey · Noisseville · Nouilly · Ogy-Montoy-Flanville · Pange · Peltre · Raville · Retonfey · Saint-Hubert · Saint-Julien-lès-Metz · Sainte-Barbe · Sanry-lès-Vigy · Sanry-sur-Nied · Servigny-lès-Raville · Servigny-lès-Sainte-Barbe · Silly-sur-Nied · Sorbey · Trémery · Vantoux · Vany · Vigy · Vry